# Pycnoclavella minuta
Pycnoclavella minuta är en sjöpungsart som beskrevs av author unknown. Pycnoclavella minuta ingår i släktet Pycnoclavella och familjen Pycnoclavellidae. Inga underarter finns listade i Catalogue of Life.